# Salon international du livre de Québec
Pour les articles homonymes, voir Salon du livre.
Le Salon international du livre de Québec se déroule à Québec. L'un des plus anciens du Québec, il a été mis sur pied en 1971.
En 1999, le Salon rassemble 450 auteurs, 680 éditeurs et attire 30 000 visiteurs ; ces nombres grimpe à 750 auteurs, 900 éditeurs et 60 000 visiteurs en 2007.
Depuis 2005, le Salon international du livre de Québec accueille également le Festival de la bande dessinée francophone de Québec.

## Éditions

### 1972
La première édition du Salon du livre de Québec a lieu du 4 au 7 mai 1972. Il est organisé par Lucius Laliberté et Lorenzo Michaud. Le salon se tient au Manège militaire de Québec. Le thème de ce salon : "Le livre, ouverture sur le monde".

### 2008
Le Salon international du livre de Québec a profité du 400e anniversaire de Québec en 2008 pour ajouter à son programme des activités spéciales liées à la ville de Québec : sa présidente d'honneur, Marie Laberge, est originaire de Québec ; de nombreux autres auteurs de la ville ont été invités (André-Philippe Côté, Esther Croft, Henri Dorion, Jacques Lacoursière, Martine Latulippe, Michel Lessard, Claire Martin, Pierre Morency, Paul Ohl, Jean O'Neil, Gilles Pellerin, André Richard et Denis Vaugeois) ; une série de 15 spectacles littéraires sur le thème de Québec rassemblés sous le titre de Québec la muse sont présentés en différents endroits de la ville. Au total, 44 animations différentes ont lieu pendant le salon.
En 2008, la présidente du conseil d'administration du Salon est l'animatrice Renée Hudon et le président-directeur général est Philippe Sauvageau.

### 2025
Pour son édition 2025, le Salon international du livre de Québec vise à rejoindre toutes les générations, mais surtout à les réunir par l'entremise de la littérature. À l’honneur de cette édition, Janette Bertrand, personnalité emblématique du Québec et invitée d'honneur du Salon international du livre de Québec de 2025, y célébrera son 100e anniversaire et l’œuvre de sa vie qui rejoint avec précision le thème de cette édition : Rassembler les générations.

## Présidents d'honneur
- 1999 : Marie Laberge
- 2000 : Chrystine Brouillet
- 2001 : Jacques Lacoursière
- 2002 : Clémence DesRochers
- 2003 : Denise Bombardier
- 2004 : Dany Laferrière
- 2005 : Louise Portal
- 2006 : Bryan Perro
- 2007 : Dominique Demers
- 2008 : Marie Laberge[2]
- 2009 : Jacques Godbout
- 2010 : Dany Laferrière
- 2011 : Marie Laberge
- 2012 : Dany Laferrière
- 2013 : Marc Levy
- 2014 : Marie Laberge
- 2015 : Bernard Pivot
- 2016 : Alain Mabanckou
- 2017 : Grégoire Delacourt
- 2018 : Eric-Emmanuel Schmitt
- 2019 : Yasmina Khadra

## Prix littéraires
- Prix de création littéraire Bibliothèque de Québec-Salon international du livre de Québec
- Prix jeunesse de la science-fiction et du fantastique québécois
- Prix Alibis
- Prix litéraire Adrienne-Choquette
- Prix Champlain
- Prix littéraire des collégien.ne.s
- Prix de la FADOC
- Prix de la poésie Jean-Noël-Pontbriand